# Game Change
Game Change är en amerikansk TV-film från 2012 om Sarah Palin och John McCain's kampanj 2008 där Julianne Moore spelar Sarah Palin.
Game Change vann Emmy Awards för Bästa miniserie eller film, och Julianne Moore utsågs till Bästa kvinnliga skådespelare och Jay Roach belönades för regin.

## Rollista
| Julianne Moore     | – Sarah Palin               |
| Woody Harrelson    | – Steve Schmidt             |
| Ed Harris          | – John McCain               |
| Peter MacNicol     | – Rick Davis                |
| Jamey Sheridan     | – Mark Salter               |
| Sarah Paulson      | – Nicolle Wallace           |
| Ron Livingston     | – Mark Wallace              |
| David Barry Gray   | – Todd Palin                |
| Larry Sullivan     | – Chris Edwards             |
| Melissa Farman     | – Bristol Palin             |
| Kevin Bigley       | – Track Palin               |
| Brian d'Arcy James | – Ted Frank                 |
| Bruce Altman       | – Fred Davis                |
| Colby French       | – Tucker Eskew              |
| John Rothman       | – Arthur B. Culvahouse, Jr. |
| Sandy Bainum       | – Cindy McCain              |
| Tiffany Thornton   | – Meghan McCain             |
| Alex Hyde-White    | – Lindsey Graham            |
| Justin Gaston      | – Levi Johnston             |
| Austin Pendleton   | – Joe Lieberman             |